# 马利克·贝伊莱尔奥卢
马利克·贝伊莱尔奥卢（土耳其語：Malik Beyleroğlu，1970年1月21日—），土耳其男子拳击运动员。他曾代表土耳其参加1996年夏季奥林匹克运动会拳击比赛，获得男子75公斤级银牌。